# Wettsteinina plantaginicola
Wettsteinina plantaginicola är en svampart som först beskrevs av Narcisse Theophile Patouillard, och fick sitt nu gällande namn av Aptroot 2006. Wettsteinina plantaginicola ingår i släktet Wettsteinina, ordningen Pleosporales, klassen Dothideomycetes, divisionen sporsäcksvampar och riket svampar.   Inga underarter finns listade i Catalogue of Life.